# 사푸라 알리자데
사푸라 알리자데(Səfurə Əlizadə; 1992년 9월 20일 ~ )는 아제르바이잔의 가수이다. 유로비전 송 콘테스트 2010에서 아제르바이잔 대표로 참가했다.